# I liga urugwajska w piłce nożnej (2005)
W związku z przejściem z systemu jesień-wiosna na system wiosna-jesień sezon w roku 2005 został skrócony o połowę. Drużyny rozegrały każdy z każdym po jednym meczu, co dało łącznie w 18-drużynowej lidze 17 meczów na drużynę. Mistrzem miał zostać klub, który zdobędzie najwięcej punktów. Ostatecznie mistrzem Urugwaju po dość kontrowersyjnych wydarzeniach z ostatniej kolejki został klub Club Nacional de Football. Ponieważ w tym wyjątkowym sezonie nie było spadków, do sezonu 2005/2006 (którego początek zaplanowano na 20 sierpnia) przystąpić miały te same zespoły, które brały udział w rozgrywkach roku 2005. Po turnieju Apertura 2005/06 miała zostać sporządzona tabela dla całego roku 2005 łącząca wyniki skróconego sezonu 2005 i turnieju Apertura 2005/2006. Na podstawie tej tabeli 3 najgorsze zespoły miały spaść, natomiast dwie najlepsze drużyny z drugiej ligi (która w tym momencie powinna zakończyć swój sezon roku 2005) miały przystąpić do turnieju Clausura 2005/2006, zmniejszając pierwszą ligę o jeden zespół. Na koniec turnieju Clausura spaść miały dalsze 2 zespoły, a z drugiej ligi miał awansować jeden, co miało zmniejszyć pierwszą ligę do 16 drużyn - i w takim rozmiarze ostatecznie zreformowana pierwsza liga urugwajska miała przystąpić do sezonu 2006/07. Do Copa Libertadores zakwalifikował się mistrz sezonu 2005, czyli Club Nacional de Football, oraz mistrz Apertura 2005/2006 (którym jak się później okazało został klub Rocha).

## Torneo Uruguay Especial
Pośredni sezon pierwszej ligi urugwajskiej, skrócony do połowy ze względu na przejście z systemu wiosna-jesień na system jesień-wiosna.

### Kolejka 1
| Data         | Mecz |
| ------------ | --- |
| 5 marca 2005 | CA Peñarol - Tacuarembó 2:2 Martín Adrián García 38, Marcos Marcelo Tejera 78 - Celestino Tejera 47, Franco Ariel Sosa 50                          |
| 5 marca 2005 | Paysandú - Rocha 3:3 Christian Callejas 3k, 13, Christian Castellanos 8 - Luis Magureguy 2k, José Pedro Cardozo 7, 77                              |
| 5 marca 2005 | Cerrito Montevideo - CA Cerro 2:2 Fernando Cardozo 28, Alberto Martín Acosta 43 - Fernando Cañarte 42, Andoni Damián Álvarez 77k                   |
| 6 marca 2005 | Club Nacional de Football - Rampla Juniors 3:1 Alexander Medina 3, Gabriel Álvez 11, Martín Ligüera 91k - Gerardo Morales 45                       |
| 6 marca 2005 | Rentistas Montevideo - Danubio FC 1:2 Zinho 76 - Pablo Mello 62, Walter Gargano 75                                                                 |
| 6 marca 2005 | Liverpool Montevideo - Plaza Colonia 3:0 Leonardo Matías González 18k, 61k, Luis Bernardo Aguiar 54                                                |
| 6 marca 2005 | Defensor Sporting - River Plate Montevideo 4:2 Ignacio Ithurralde 32, Maxi Pereira 40, 55, Hugo Costela 75 - Richard Porta 56, Osvaldo Canobbio 68 |
| 6 marca 2005 | Colonia Juan Lacaze - Montevideo Wanderers 2:0 Freddy Freire 26, Richard Güelmo 86                                                                 |
| 6 marca 2005 | Fénix Montevideo - Miramar Miramar Misiones 2:0 Federico Aguilera 78, Vágner Conceiçao 83                                                          |

### Kolejka 2
| Data          | Mecz |
| ------------- | --- |
| 12 marca 2005 | Liverpool Montevideo - Rocha 1:2 Leonardo Medina 5 - José Pedro Cardozo 23, Leonardo Maldonado 63                               |
| 12 marca 2005 | Danubio FC - Tacuarembó 0:1 Celestino Tejera 66                                                                                 |
| 12 marca 2005 | Colonia Juan Lacaze - CA Peñarol 0:3 Pablo Russo 5, Martín Adrián García 40, Gonzalo Pizzichillo 74                             |
| 13 marca 2005 | Club Nacional de Football - River Plate Montevideo 2:0 Sebastián Rodrigo Vázquez 80, Gonzalo Castro Irizabal 94                 |
| 13 marca 2005 | CA Cerro - Montevideo Wanderers 1:2 Fernando Cañarte 39 - Sergio Blanco 44, Carlos Kiesse 82                                    |
| 13 marca 2005 | Cerrito Montevideo - Paysandú 2:1 Álvaro Pintos 68, Mario Amorín 92 - Christian Castellanos 77                                  |
| 13 marca 2005 | Defensor Sporting - Rampla Juniors 3:1 Álvaro Navarro 45, Diego de Souza 60, Maxi Pereira 75 - José Irigoyen 25                 |
| 13 marca 2005 | Plaza Colonia - Fénix Montevideo 0:0                                                                                            |
| 13 marca 2005 | Rentistas Montevideo - Miramar Miramar Misiones 2:2 Agustín Lucas 28s, Paulo Pezzolano 88 - Leonardo Zaroza 15, Marcio Galli 76 |

### Kolejka 3
| Data          | Mecz |
| ------------- | --- |
| 19 marca 2005 | Plaza Colonia - Club Nacional de Football 1:4 Adrián Malvárez 81 - Sebastián Abreu 34k, Gabriel Álvez 67, Martín Ligüera 79, Alexander Medina 84                 |
| 19 marca 2005 | Rocha - Rentistas Montevideo 1:1 José Pedro Cardozo 65 - Zinho 7                                                                                                 |
| 19 marca 2005 | Montevideo Wanderers - Tacuarembó 2:0 Sebastián Eguren 4, Sergio Blanco 60                                                                                       |
| 20 marca 2005 | Liverpool Montevideo - Rampla Juniors 1:0 Ángel Gutiérrez 84 |
| 20 marca 2005 | River Plate Montevideo - Cerrito Montevideo 2:1 Osvaldo Canobbio 12, 16k - Álvaro Pintos 47                                                                      |
| 20 marca 2005 | CA Cerro - Fénix Montevideo 2:3 Andoni Damián Álvarez 60 k, Audu Mohamed 80 - Williams Ferreira 34, Vágner Conceiçao 50, Marcelo Broli 53                        |
| 20 marca 2005 | Danubio FC - Miramar Miramar Misiones 5:2 Juan Manuel Salgueiro 19, Pablo Lima 27, Bruno Silva 47, Ignacio Risso 77, 90 - Darwin Quintana 37, Adrián Speranza 66 |
| 20 marca 2005 | CA Peñarol - Defensor Sporting 1:1 Gonzalo Pizzichillo 87 - Álvaro Navarro 40                                                                                    |
| 20 marca 2005 | Colonia Juan Lacaze - Paysandú 1:1 Oscar Dastés 71 - Ramiro Bruschi 49                                                                                           |

### Kolejka 4
| Data            | Mecz |
| --------------- | --- |
| 2 kwietnia 2005 | Tacuarembó - Plaza Colonia 2:1 Juan Péndola 62, Hénderson Machado 64 - Adrián Malvárez 40                                                                         |
| 2 kwietnia 2005 | Cerrito Montevideo - Fénix Montevideo 2:0 Leonardo Sum 71, Alberto Martín Acosta 74k                                                                              |
| 2 kwietnia 2005 | CA Peñarol - Rentistas Montevideo 2:2 Jean-Jacques Pierre 5, Pablo Russo 92 - Zinho 73, Paulo Pezzolano 81k                                                       |
| 3 kwietnia 2005 | Danubio FC - Club Nacional de Football 1:1 Ignacio Risso 91 - Rodrigo Sebastián Vázquez 69                                                                        |
| 3 kwietnia 2005 | Montevideo Wanderers - Liverpool Montevideo 2:4 Jorge Martínez 5, Sergio Blanco 10k - Gonzalo Romero 3, Leonardo Matías González 39k, 74, Luis Bernardo Aguiar 90 |
| 3 kwietnia 2005 | River Plate Montevideo - Rocha 0:1 José Pedro Cardozo 90 |
| 3 kwietnia 2005 | Rampla Juniors - CA Cerro 2:1 Carlos Aguiar 16, Rodrigo Bengua 46+ - Bruno Piano 28                                                                               |
| 3 kwietnia 2005 | Defensor Sporting - Colonia Juan Lacaze 2:0 Sebastián Taborda 30, 34k                                                                                             |
| 3 kwietnia 2005 | Miramar Miramar Misiones - Paysandú 4:1 Pablo Granoche 4k, 17, 50, Marcio Galli 59 - Christian Callejas 87k                                                       |

### Kolejka 5
| Data             | Mecz |
| ---------------- | --- |
| 9 kwietnia 2005  | Rocha - CA Peñarol 0:1 Gonzalo Pizzichillo 89                                                                                                 |
| 9 kwietnia 2005  | Fénix Montevideo - Danubio FC 2:0 Vágner Conceiçao 6, Enrique Colzada 79                                                                      |
| 9 kwietnia 2005  | Plaza Colonia - Cerrito Montevideo 0:0 |
| 10 kwietnia 2005 | Rentistas Montevideo - Club Nacional de Football 1:5 Mauricio Ibarra 14 - Ignacio Pallas 38, 58, Martín Ligüera 44k, 82, Alexander Medina 92k |
| 10 kwietnia 2005 | Colonia Juan Lacaze - Liverpool Montevideo 1:2 Oscar Dastés 92 - Walter Kúder 33, Ángel Gutiérrez 61                                          |
| 10 kwietnia 2005 | Miramar Miramar Misiones - River Plate Montevideo 1:2 Pablo Granoche 87 - Richard Porta 67, Osvaldo Canobbio 82                               |
| 10 kwietnia 2005 | Defensor Sporting - Montevideo Wanderers 2:2 Sebastián Taborda 16, Maxi Pereira 70 - Sebastián Eguren 21, Serafín García 59                   |
| 10 kwietnia 2005 | Paysandú - CA Cerro 2:2 Christian Castellanos 1, 12 - Sebastián Martínez 21, Diego Godín 45                                                   |
| 10 kwietnia 2005 | Rampla Juniors - Tacuarembó 1:2 Gerardo Morales 56 - Hénderson Machado 55, Guillermo Almada 57                                                |

### Kolejka 6
| Data             | Mecz |
| ---------------- | --- |
| 16 kwietnia 2005 | Danubio FC - Liverpool Montevideo 1:1 Junior Aliberti 45 - Leonardo Medina 26                                                 |
| 16 kwietnia 2005 | Plaza Colonia - River Plate Montevideo 0:3 Leandro Ezquerra 61, Adrián Sarkisián 77, Richard Porta 89                         |
| 16 kwietnia 2005 | Paysandú - CA Peñarol 1:2 Christian Castellanos 38k - Martín Adrián García 45k, Sebastián Maz 50                              |
| 17 kwietnia 2005 | Club Nacional de Football - Colonia Juan Lacaze 3:2 Martín Ligüera 13, 64, Sebastián Abreu 92 - Oscar Dastés 9, Peter Vera 79 |
| 17 kwietnia 2005 | Rocha - Fénix Montevideo 1:1 Luis Magureguy 70k - Vágner Conceiçao 45                                                         |
| 17 kwietnia 2005 | Montevideo Wanderers - Rampla Juniors 3:1 Sergio Blanco 10, 87, Claudio Dadomo 11 - Carlos Aguiar 88                          |
| 17 kwietnia 2005 | CA Cerro - Miramar Miramar Misiones 0:3 Carlos de Castro 18, Pablo Granoche 78, Adrián Speranza 90                            |
| 17 kwietnia 2005 | Defensor Sporting - Tacuarembó 1:0 Álvaro Navarro 71                                                                          |
| 17 kwietnia 2005 | Rentistas Montevideo - Cerrito Montevideo 2:0 Zinho 20, 24                                                                    |

### Kolejka 7
| Data             | Mecz |
| ---------------- | --- |
| 23 kwietnia 2005 | Paysandú - Liverpool Montevideo 1:3 Christian Callejas 40k - Leonardo Medina 12, 45, 70                                                                                                 |
| 23 kwietnia 2005 | Defensor Sporting - CA Cerro 2:2 Sebastián Taborda 32, Hugo Costela 73 - Fernando Alves 65, Rodrigo Moreira 69                                                                          |
| 23 kwietnia 2005 | Rampla Juniors - CA Peñarol 2:2 Gerardo Morales 41, Marcelo Pérez 48 - Gabriel Cedrés 68, 88                                                                                            |
| 24 kwietnia 2005 | Tacuarembó - Club Nacional de Football 0:1 Sebastián Rodrigo Vázquez 16 |
| 24 kwietnia 2005 | Rentistas Montevideo - River Plate Montevideo 3:3 Nicolás di Santo 21, Paulo Pezzolano 29, Roberto Bobadilla 42 - Richard Porta 34k, Darío Flores 45+2, Flavio Córdoba 75               |
| 24 kwietnia 2005 | Miramar Miramar Misiones - Rocha 1:2 Álvaro Pereyra 37 - José Pedro Cardozo 70, Ruben Rodríguez Pedraja 72                                                                              |
| 24 kwietnia 2005 | Fénix Montevideo - Montevideo Wanderers 4:4 Marcelo Segales 10, Líber Vespa 30s, Waldemar Maldonado 40, Álvaro Meneses 64 - Claudio Dadomo 17, Jorge Martínez 22, Sergio Blanco 45, 73k |
| 24 kwietnia 2005 | Plaza Colonia - Danubio FC 0:2 Bruno Silva 38, Juan Manuel Ortiz 87 |
| 24 kwietnia 2005 | Cerrito Montevideo - Colonia Juan Lacaze 0:1 Rodolfo Azambuja 88 |

### Kolejka 8
| Data             | Mecz |
| ---------------- | --- |
| 29 kwietnia 2005 | Defensor Sporting - Club Nacional de Football 1:1 Hugo Costela 47 - Alexander Medina 78                                        |
| 30 kwietnia 2005 | Fénix Montevideo - Liverpool Montevideo 2:0 Fabián Estoyanoff 44, Enrique Colzada 86                                           |
| 30 kwietnia 2005 | Colonia Juan Lacaze - River Plate Montevideo 1:1 Cristian Martín Rodríguez 85s - Osvaldo Canobbio 83                           |
| 30 kwietnia 2005 | Rocha - Rampla Juniors 1:0 Luis Jesús Toscanini 25                                                                             |
| 30 kwietnia 2005 | Rentistas Montevideo - Montevideo Wanderers 5:1 Zinho 51 k, 75, Antonio Esmerode 70, Paulo Pezzolano 72, 90 - Sergio Blanco 20 |
| 30 kwietnia 2005 | Danubio FC - CA Cerro 2:0 Bruno Piano 16, Pablo Lima 50                                                                        |
| 30 kwietnia 2005 | Tacuarembó - Miramar Miramar Misiones 1:2 Celestino Tejera 7 - Darwin Quintana 26, Marcos Ramos 73                             |
| 30 kwietnia 2005 | Cerrito Montevideo - CA Peñarol 3:0 Alberto Ortega 42, Álvaro Pintos 61, Alberto Martín Acosta 72k                             |
| 30 kwietnia 2005 | Plaza Colonia - Paysandú 0:0                                                                                                   |

### Kolejka 9
| Data         | Mecz |
| ------------ | --- |
| 11 maja 2005 | Montevideo Wanderers - Club Nacional de Football 1:2 Serafín García 53 - Sebastián Abreu 73, Walter Fabián Coelho 89                           |
| 11 maja 2005 | CA Cerro - Liverpool Montevideo 0:1 Carlos Macchi 75                                                                                           |
| 11 maja 2005 | Rocha - Tacuarembó 0:0 |
| 11 maja 2005 | Cerrito Montevideo - Rampla Juniors 4:2 Alberto Ortega 27, Alberto Martín Acosta 58, Mario Amorín 75, 87 - Pedro Chiffone 6, Carlos Aguiar 65k |
| 11 maja 2005 | CA Peñarol - Plaza Colonia 1:0 Pablo Gaglianone 55                                                                                             |
| 11 maja 2005 | Rentistas Montevideo - Defensor Sporting 0:0                                                                                                   |
| 11 maja 2005 | Fénix Montevideo - Paysandú 1:2 Gary Castillo 83 - Ramiro Bruschi 25, 82                                                                       |
| 11 maja 2005 | Colonia Juan Lacaze - Miramar Miramar Misiones 1:2 Jorge Delgado 3 - Marcos Ramos 5, Adrián Speranza 33                                        |
| 18 maja 2005 | River Plate Montevideo - Danubio FC 0:2 Ignacio Risso 89, Jorge Artigas 91k                                                                    |

### Kolejka 10
| Data         | Mecz |
| ------------ | --- |
| 14 maja 2005 | Club Nacional de Football - Paysandú 1:0 Gonzalo Castro Irizabal 44                                                                 |
| 14 maja 2005 | Rocha - Defensor Sporting 2:3 José Pedro Cardozo 83, 87 - Hugo Costela 18, Williams Martínez 65, Sebastián Taborda 91               |
| 14 maja 2005 | Miramar Miramar Misiones - Rampla Juniors 3:1 Pablo Granoche 17, 29, 83 - Carlos Aguiar 10k                                         |
| 15 maja 2005 | Liverpool Montevideo - CA Peñarol 1:3 Luis Bernardo Aguiar 77 - Gabriel Cedrés 6, Martín Adrián García 21, Pablo Russo 55           |
| 15 maja 2005 | River Plate Montevideo - Fénix Montevideo 5:1 Osvaldo Canobbio 23, 52k, Adrián Sarkissián 29, Richard Porta 49 - Nicolás Vigneri 90 |
| 15 maja 2005 | Montevideo Wanderers - Cerrito Montevideo 2:1 Ignacio Schneider 30, Pablo Rodríguez 52 - Alberto Martín Acosta 91k                  |
| 15 maja 2005 | CA Cerro - Plaza Colonia 2:0 Rodrigo Moreira 12k, Cristian Martín Rodríguez 42                                                      |
| 15 maja 2005 | Danubio FC - Colonia Juan Lacaze 2:0 Ignacio Risso 46, Pablo Lima 49k                                                               |
| 15 maja 2005 | Rentistas Montevideo - Tacuarembó 1:1 Valentín Villazán 89 - Sergio Silvera 90                                                      |

### Kolejka 11
| Data         | Mecz |
| ------------ | --- |
| 21 maja 2005 | Club Nacional de Football - CA Cerro 1:0 Alexander Medina 25                                                   |
| 21 maja 2005 | Liverpool Montevideo - Rentistas Montevideo 2:0 Marcelo Silvera 38, Gonzalo Romero 56                          |
| 21 maja 2005 | Tacuarembó - Fénix Montevideo 0:1 Marcelo Broli 70                                                             |
| 22 maja 2005 | River Plate Montevideo - CA Peñarol 0:1 Gabriel Cedrés 40                                                      |
| 22 maja 2005 | Rocha - Cerrito Montevideo 2:1 Luis Maguregui 6k, Héber Caro 85 - Martín Colombo 64                            |
| 22 maja 2005 | Miramar Miramar Misiones - Montevideo Wanderers 1:2 Pablo Granoche 44k - Diego Chaves 78, Ignacio Schneider 92 |
| 22 maja 2005 | Danubio FC - Defensor Sporting 0:2 Álvaro González 52, Sebastián Taborda 65                                    |
| 22 maja 2005 | Rampla Juniors - Paysandú 1:0 Marcelo Pérez 79                                                                 |
| 22 maja 2005 | Plaza Colonia - Colonia Juan Lacaze 2:0 Nicolás Martiarena 20, Luis Ignacio Medina 96                          |

### Kolejka 12
| Data         | Mecz |
| ------------ | --- |
| 24 maja 2005 | Club Nacional de Football - Liverpool Montevideo 1:1 Sebastián Abreu 26 - Leonardo Medina 67                              |
| 25 maja 2005 | River Plate Montevideo - CA Cerro 3:1 Darío Flores 16, Richard Porta 42, Matías Alonso Vallejo 55 - Pablo Pallante 75     |
| 25 maja 2005 | Montevideo Wanderers - Rocha 2:2 Sergio Blanco 78 k, Juan Álvez 90 - Diego Sosa 43, Martín González 70                    |
| 25 maja 2005 | CA Peñarol - Danubio FC 2:1 Marcos Marcelo Tejera 83, 84 - Jorge Anchén 8                                                 |
| 25 maja 2005 | Tacuarembó - Cerrito Montevideo 1:1 Celestino Tejera 28k - Alberto Ortega 86                                              |
| 25 maja 2005 | Rampla Juniors - Fénix Montevideo 0:0                                                                                     |
| 25 maja 2005 | Miramar Miramar Misiones - Plaza Colonia 1:2 Carlos de Castro 55 - Luis Ignacio Medina 19, Mustafá 49                     |
| 25 maja 2005 | Defensor Sporting - Paysandú 4:1 Álvaro Navarro 37, 49, Hugo Costela 60, Williams Martínez 68k - Ramiro Bruschi 32        |
| 25 maja 2005 | Rentistas Montevideo - Colonia Juan Lacaze 4:0 Roberto Bobadilla 26, Pablo Silva 49, Nicolás di Santo 78, Robert López 90 |

### Kolejka 13
| Data            | Mecz |
| --------------- | --- |
| 28 maja 2005    | Danubio FC - Rocha 1:0 Ignacio Risso 17 |
| 28 maja 2005    | Paysandú - Montevideo Wanderers 2:2 Gustavo Tejería 50, 54 - Sergio Blanco 77k, Diego Chaves 92                                                  |
| 29 maja 2005    | Liverpool Montevideo - Cerrito Montevideo 0:1 Gerardo Acosta 91                                                                                  |
| 29 maja 2005    | Tacuarembó - River Plate Montevideo 3:1 Guillermo Almada 46+, Sergio Bicca 59, Sergio Silvera 70 - Osvaldo Canobbio 30                           |
| 29 maja 2005    | Rampla Juniors - Rentistas Montevideo 1:4 Gerardo Morales 67 - Mauricio Ibarra 32, Zinho 36, 55, 66                                              |
| 29 maja 2005    | Plaza Colonia - Defensor Sporting 0:3 Nelson Semperena 5, Hugo Costela 14, Sebastián Taborda 85k                                                 |
| 1 czerwca 2005  | CA Cerro - Colonia Juan Lacaze 4:2 Pablo Pallante 16k, 76, Cristian Martín Rodríguez 29, Rino Lucas 90k - Luiggi Rodríguez 18k, Freddy Freire 59 |
| 1 czerwca 2005  | Fénix Montevideo - CA Peñarol 0:1 Gabriel Cedrés 24                                                                                              |
| 15 czerwca 2005 | Miramar Miramar Misiones - Club Nacional de Football 1:3 Pablo Granoche 80k - Martín Ligüera 27, Gonzalo Castro Irizabal 69, 71                  |

### Kolejka 14
| Data            | Mecz |
| --------------- | --- |
| 11 czerwca 2005 | River Plate Montevideo - Montevideo Wanderers 4:2 Walter Alberto López 29, Richard Porta 33, Leandro Ezquerra 51, Diego Varela 84 - Sergio Blanco 59, 89k |
| 11 czerwca 2005 | Colonia Juan Lacaze - Rampla Juniors 1:3 Luigi Rodríguez 79k - Camilo Fraga 24, Carlos Aguiar 39k, Gonzalo Fontana 65                                     |
| 11 czerwca 2005 | Plaza Colonia - Rentistas Montevideo 1:0 Sebastián Castiglioni 59                                                                                         |
| 11 czerwca 2005 | Fénix Montevideo - Defensor Sporting 0:1 Miguel Amado 66                                                                                                  |
| 12 czerwca 2005 | CA Peñarol - Club Nacional de Football 2:2 Gabriel Cedrés 25, Marcos Marcelo Tejera 81 - Sebastián Abreu 66, 69                                           |
| 12 czerwca 2005 | Liverpool Montevideo - Miramar Miramar Misiones 1:5 Luis Bernardo Aguiar 58k - Pablo Granoche 10, 20k, 34k, 63, Sebastián Fernández 90                    |
| 12 czerwca 2005 | Rocha - CA Cerro 1:1 Luis Magureguy 43 - Diego Sosa 3s |
| 12 czerwca 2005 | Cerrito Montevideo - Danubio FC 0:0 |
| 12 czerwca 2005 | Paysandú - Tacuarembó 0:1 Guillermo Almada 87 |

### Kolejka 15
| Data            | Mecz |
| --------------- | --- |
| 18 czerwca 2005 | River Plate Montevideo - Rampla Juniors 2:2 Adrián Sarkissián 16, Darío Flores 78 - Rodrigo Bengua 4, 59                |
| 18 czerwca 2005 | Colonia Juan Lacaze - Rocha 1:1 Luiggi Rodríguez 40 - Luis Magureguy 28k                                                |
| 18 czerwca 2005 | CA Cerro - CA Peñarol 0:2 Nicolás Rotundo 21, Ronald Ramírez 69                                                         |
| 19 czerwca 2005 | Club Nacional de Football - Cerrito Montevideo 2:2 Oscar Javier Morales 39, Gabriel Álvez 55 - Mario Amorín 4, 64       |
| 19 czerwca 2005 | Tacuarembó - Liverpool Montevideo 2:2 Oscar Ledesma 28, Celestino Tejera 41 - Luis Bernardo Aguiar 63, Carlos Macchi 81 |
| 19 czerwca 2005 | Montevideo Wanderers - Plaza Colonia 0:0                                                                                |
| 19 czerwca 2005 | Paysandú - Danubio FC 1:3 Paolo Patritti 55 - Ignacio Risso 35, 64, Juan Manuel Ortiz 92                                |
| 19 czerwca 2005 | Miramar Miramar Misiones - Defensor Sporting 1:2 Danilo Pereira 53 - Diego de Souza 46, Sebastián Taborda 73            |
| 19 czerwca 2005 | Fénix Montevideo - Rentistas Montevideo 1:2 Fabián Estoyanoff 6 - Zinho 36k, 66                                         |

### Kolejka 16
| Data            | Mecz |
| --------------- | --- |
| 25 czerwca 2005 | CA Peñarol - Montevideo Wanderers 2:1 Martín Adrián García 47, Adrián Apellaniz 57 - Sebastián Eguren 42                                                       |
| 25 czerwca 2005 | Tacuarembó - Colonia Juan Lacaze 0:0 |
| 25 czerwca 2005 | Miramar Miramar Misiones - Cerrito Montevideo 1:1 Pablo Granoche 6 - Leonardo Sum 40                                                                           |
| 26 czerwca 2005 | Club Nacional de Football - Fénix Montevideo 4:0 Sebastián Rodrigo Vázquez 25, Eduardo Jaume 37, Martín Ligüera 51k, 60                                        |
| 26 czerwca 2005 | Defensor Sporting - Liverpool Montevideo 1:0 Sebastián Taborda 38                                                                                              |
| 26 czerwca 2005 | River Plate Montevideo - Paysandú 3:4 Osvaldo Canobbio 16k, Julio Gutiérrez 59, Walter Alberto López 73 - Gustavo Tejería 74                                   |
| 26 czerwca 2005 | Rocha - Plaza Colonia 6:1 Luis Magureguy 12, Diego Bonilla 15, Héber Caro 44, Martín González 55, Leonardo Maldonado 70, Martín Larrosa 78 - Osvaldo Carro 75k |
| 26 czerwca 2005 | CA Cerro - Rentistas Montevideo 0:1 Zinho 61 |
| 26 czerwca 2005 | Rampla Juniors - Danubio FC 1:1 Gastón De los Santos 66 - Cafú 90                                                                                              |

### Kolejka 17
| Data         | Mecz |
| ------------ | --- |
| 2 lipca 2005 | CA Peñarol - Miramar Miramar Misiones 1:3 walkower mecz przerwany został w 75 minucie z powodu zamieszek na trybunach przy stanie 1:1. Przyznano walkower 0:2 dla Miramar Misiones, co łącznie dało wynik 1:3 Fabián Césaro 60 - Pablo Granoche 37 |
| 2 lipca 2005 | Montevideo Wanderers - Danubio FC 2:0 Pablo Rodríguez 13, Ignacio Schneider 85 |
| 2 lipca 2005 | Paysandú - Rentistas Montevideo 3:1 Christian Callejas 38, Ramiro Bruschi 52, Gustavo Tejería 82 - Zinho 43 |
| 3 lipca 2005 | Club Nacional de Football - Rocha 3:2 Martín Ligüera 13, Alexander Medina 68, Sebastián Abreu 97k - Héber Caro 56, Sergio Ciz 80 |
| 3 lipca 2005 | Cerrito Montevideo - Defensor Sporting 0:1 Hugo Costela 65 |
| 3 lipca 2005 | Liverpool Montevideo - River Plate Montevideo 3:3 Leonardo Medina 47, Luis Bernardo Aguiar 49, Leonardo Matías González 62k - Osvaldo Canobbio 27, 84, Richard Porta 53                                                                            |
| 3 lipca 2005 | CA Cerro - Tacuarembó 2:1 Rino Lucas 10k, 38 - Sergio Silvera 55 |
| 3 lipca 2005 | Rampla Juniors - Plaza Colonia 0:0 |
| 3 lipca 2005 | Fénix Montevideo - Colonia Juan Lacaze 1:2 Enrique Colzada 27 - Leonardo Rojas 39, Oscar Dastés 68 |

### Tabela końcowa sezonu 2005
| Poz | Klub                      | Mecze | Zw | Rem | Por | Pkt | BrZd | BrStr |
| --- | ------------------------- | ----- | -- | --- | --- | --- | ---- | ----- |
| 1   | Club Nacional de Football | 17    | 12 | 5   | 0   | 41  | 39   | 16    |
| 2   | Defensor Sporting         | 17    | 12 | 5   | 0   | 41  | 33   | 13    |
| 3   | CA Peñarol                | 17    | 10 | 5   | 2   | 35  | 28   | 19    |
| 4   | Danubio FC                | 17    | 8  | 4   | 5   | 28  | 23   | 16    |
| 5   | Rocha                     | 17    | 6  | 7   | 4   | 25  | 27   | 21    |
| 6   | Liverpool Montevideo      | 17    | 7  | 4   | 6   | 25  | 26   | 25    |
| 7   | Rentistas Montevideo      | 17    | 6  | 6   | 5   | 24  | 30   | 25    |
| 8   | Miramar Miramar Misiones  | 17    | 7  | 2   | 8   | 23  | 33   | 29    |
| 9   | Montevideo Wanderers      | 17    | 6  | 5   | 6   | 23  | 30   | 33    |
| 10  | River Plate Montevideo    | 17    | 6  | 4   | 7   | 22  | 34   | 32    |
| 11  | Cerrito Montevideo        | 17    | 5  | 6   | 6   | 21  | 21   | 19    |
| 12  | Tacuarembó                | 17    | 5  | 6   | 6   | 21  | 17   | 18    |
| 13  | Fénix Montevideo          | 17    | 5  | 4   | 8   | 19  | 19   | 26    |
| 14  | Paysandú                  | 17    | 3  | 5   | 9   | 14  | 23   | 34    |
| 15  | Rampla Juniors            | 17    | 3  | 5   | 9   | 14  | 19   | 31    |
| 16  | Plaza Colonia             | 17    | 3  | 5   | 9   | 14  | 8    | 27    |
| 17  | CA Cerro                  | 17    | 3  | 4   | 10  | 13  | 20   | 30    |
| 18  | Colonia Juan Lacaze       | 17    | 3  | 4   | 10  | 13  | 15   | 31    |

Wobec równej liczby punktów o tytule mistrzowskim zadecydować miały mecze barażowe między Nacional a Defensor Sporting, które miały być rozegrane 10 lipca i 12 lipca 2005. Dnia 5 lipca Defensor Sporting odmówił przystąpienia do baraży na znak protestu nawiązującego do wydarzeń ostatniej kolejki, w której sędzia przedłużył mecz aż o 7 minut i przyznał w 97. minucie karnego dla Nacional (przeciwko drużynie Rocha). Zdobyty z tego karnego gol odebrał drużynie Defensor Sporting pewny tytuł mistrza Urugwaju. Następnego dnia, czyli 6 lipca, kierownictwo ligi zdecydowało o przyznaniu tytułu drużynie Nacional.

### Klasyfikacja strzelców bramek
| Gole | Piłkarz            | Klub                      |
| ---- | ------------------ | ------------------------- |
| 16   | Pablo Granoche     | Miramar Miramar Misiones  |
| 14   | Zinho              | Rentistas Montevideo      |
| 12   | Sergio Blanco      | Montevideo Wanderers      |
| 11   | Osvaldo Canobbio   | River Plate Montevideo    |
| 10   | Martín Ligüera     | Club Nacional de Football |
| 9    | Sebastián Taborda  | Defensor Sporting         |
| 8    | José Pedro Cardozo | Rocha                     |
| 8    | Richard Porta      | River Plate Montevideo    |
| 8    | Ignacio Risso      | Danubio FC                |
| 7    | Sebastián Abreu    | Club Nacional de Football |
| 7    | Hugo Costela       | Defensor Sporting         |
| 7    | Leonardo Medina    | Liverpool Montevideo      |